# Liquidambar obovata
Liquidambar obovata är en tvåhjärtbladig växtart som först beskrevs av Elmer Drew Merrill och Chun, och fick sitt nu gällande namn av Ickert-bond och J.Wen. Liquidambar obovata ingår i släktet Liquidambar och familjen Altingiaceae. Inga underarter finns listade i Catalogue of Life.